# Byron Saxton
Pour les articles homonymes, voir Kelly et Saxton.
 (août 2021).
Bryan Jesus Kelly, né le 20 aout 1981 à Burke en Virginie, est un catcheur professionnel, commentateur et journaliste américain, vivant actuellement à Tampa, en Floride. Il est actuellement à la World Wrestling Entertainment sous le nom de Byron Saxton.
Bryan était déjà apparu auparavant à la WWE, notamment en tant que commentateur de l'ancienne division ECW.

## Carrière

### World Wrestling Entertainement (2007-...)

#### Florida Championship Wrestling (2007-2012)
Il a commenté aussi aux côtés de Dusty Rhodes, Wade Barrett, Abraham Washington et Matt Martlaro à la Florida Championship Wrestling.
Lors du Florida Championship Wrestling du 8 avril, il affronte Kenneth Cameron, le match se termine en No Contest. Il a été commentateur de la Florida Championship Wrestling.

#### Extreme Championship Wrestling (2009-2010)
Byron Saxton a été appelé à la Extreme Championship Wrestling en tant que commentateur aux côtés de Josh Matthews. Il a fait ses débuts le 27 octobre. Il a continué jusqu'en février 2010, lorsque Vince McMahon a annoncé que la Extreme Championship Wrestling allait fermer pour être remplacée par WWE NXT. Byron Saxton est ensuite retourné à la Florida Championship Wrestling.

#### NXT (2010-2011)
Lors de la finale de WWE NXT saison 3, Byron Saxton est choisi comme participant à NXT 4 avec comme pro Chris Masters. Le 14 décembre, il perd avec son pro contre Ted DiBiase Jr et son rookie Brodus Clay. Le 21 décembre, il fait équipe avec Chris Masters et Natalya pour battre Ted DiBiase Jr, Brodus Clay et Maryse. Le 28 décembre, il bat Ted DiBiase Jr. par disqualification après que Brodus Clay l'ait attaqué. Le 4 janvier 2011, Dolph Ziggler gagne une bataille royale réunissant les pros et gagne le droit de choisir un nouveau rookie. Il sélectionne Byron Saxton, disant qu'il est plus divertissant que Jacob Novak, son ancien rookie. Dans la même soirée, il bat Jacob Novak. Le 11 janvier, il perd face à Conor O'Brian. Le 18 janvier, il perd face à son ancien pro Chris Masters. Le 8 février, il perd contre Derrick Bateman qui lui fait un Lebell Lock (Arm Trap Crossface) : la prise de finition de son pro Daniel Bryan. Il est ensuite éliminé de la compétition. Il part en disant à la foule "I forgive you" (je vous pardonne). Dolph Ziggler l'insulte mais Saxton refuse de le frapper et s'en va.
Lors de la 5e saison de NXT, il sera le rookie de Yoshi Tatsu.
Byron saxton se fait éliminer de WWE NXT le 31 mai 2011.

#### NXT Wrestling (2012-2014)
Il est commentateur à NXT aux côtés de William Regal.
Récemment, il a pris position derrière les caméras comme NXT adjoint Créative.

#### Commentateur à Raw (2014-...)
Le 27 janvier, Saxton a fait ses débuts sur l'App WWE Raw. Trois jours plus tard, le 30 janvier, il est apparu aux côtés de Tom Phillips en tant que commentateur de WWE Superstars. Le 10 février à Raw Saxton a mené une entrevue en coulisses avec Sheamus et a été annoncé comme le nouveau membre de l'équipe de la WWE annonce par Michael Cole.

## Championnats et accomplissements
- Southern Championship Wrestling
  - SCW Florida Tag Team Championship (1 fois) avec Chris Nelson
- United States Championship Wrestling
  - USCW Heavyweight Championship (1 fois)

## Palmarès
- Pro Wrestling Illustrated

| Année     | 2008  | 2009  | 2010 | 2011  |
| Rang      | 336   | 465   | -    | 223   |
| Référence | [ 2 ] | [ 3 ] | -    | [ 4 ] |